# Llista de topònims de Forques
Llista de topònims (noms propis de lloc) de Forques (Rosselló).
Informació actualitzada per un bot. Els canvis manuals es perdran quan s'actualitzi!

## curs d'aigua
| imatge | Nom                 | Ubicat a                | instància de | Detalls                                 | coordenades | Protecció | Commons (més fotos) | Dades a WD                    |
| ------ | ------------------- | ----------------------- | ------------ | --------------------------------------- | --- | --------- | ------------------- | ----------------------------- |
|        | Ribera de Montoriol | Montoriol Forques       | curs d'aigua | Desemboca: Ribera de Llauró Llarg: 12km | 42° 33′ 37″ N, 2° 42′ 29″ E / 42.56027777777778°N,2.7080555555555557°E 42° 35′ 14″ N, 2° 46′ 56″ E / 42.58722222222222°N,2.782222222222222°E |           |                     | Modifica les dades a Wikidata |
|        | Ribera del Monar    | Forques Torderes Llauró | curs d'aigua | Desemboca: Ribera de Llauró             | 42° 34′ 42″ N, 2° 45′ 59″ E / 42.578432°N,2.766471°E                                                                                         |           |                     | Modifica les dades a Wikidata |

## església
| imatge | Nom                      | Ubicat a | instància de          | Detalls                                                     | coordenades                                                              | Protecció                     | Commons (més fotos)                  | Dades a WD                    |
| ------ | ------------------------ | -------- | --------------------- | ----------------------------------------------------------- | ------------------------------------------------------------------------ | ----------------------------- | ------------------------------------ | ----------------------------- |
|        | Sant Martí de Forques    | Forques  | església Ús: església | Estil: arquitectura romànica Dedicat a: Sant Martí de Tours | 42° 34′ 49″ N, 2° 46′ 44″ E / 42.5804°N,2.77884°E 144.1 msnm             |                               | Église Saint-Martin de Fourques      | Modifica les dades a Wikidata |
|        | Sant Sebastià de Forques | Forques  | església              |                                                             | 42° 34′ 43″ N, 2° 47′ 01″ E / 42.5785277778°N,2.78372222222°E 134.3 msnm |                               | Chapelle Saint-Sébastien de Fourques | Modifica les dades a Wikidata |
|        | Sant Vicenç de Forques   | Forques  | església capella      | Estil: art preromànic Estat: ruïnós                         | 42° 35′ 07″ N, 2° 47′ 14″ E / 42.5852°N,2.7871°E 119.2 msnm              | monument històric inventariat | Église Saint-Vincent de Fourques     | Modifica les dades a Wikidata |

## muntanya
| imatge | Nom          | Ubicat a | instància de | Detalls | coordenades                                                                  | Protecció | Commons (més fotos) | Dades a WD                    |
| ------ | ------------ | -------- | ------------ | ------- | ---------------------------------------------------------------------------- | --------- | ------------------- | ----------------------------- |
|        | Puig de Miró | Forques  | muntanya     |         | 42° 34′ 33″ N, 2° 46′ 21″ E / 42.575852777778°N,2.7725416666667°E 166.3 msnm |           |                     | Modifica les dades a Wikidata |
|        | Puig de Trom | Forques  | muntanya     |         | 42° 35′ 26″ N, 2° 46′ 22″ E / 42.5906°N,2.7727333333333°E 148.5 msnm         |           |                     | Modifica les dades a Wikidata |

## riu
| imatge | Nom                | Ubicat a                | instància de | Detalls                                  | coordenades                                          | Protecció | Commons (més fotos) | Dades a WD                    |
| ------ | ------------------ | ----------------------- | ------------ | ---------------------------------------- | ---------------------------------------------------- | --------- | ------------------- | ----------------------------- |
|        | Ribera de Llauró   | Forques Llauró          | riu          | Desemboca: Rard Llarg: 9.7km             | 42° 35′ 08″ N, 2° 47′ 16″ E / 42.585682°N,2.787888°E |           |                     | Modifica les dades a Wikidata |
|        | Ribera de Torderes | Llauró Torderes Forques | riu          | Desemboca: Ribera de Llauró Llarg: 5.1km | 42° 34′ 43″ N, 2° 45′ 56″ E / 42.578733°N,2.765631°E |           |                     | Modifica les dades a Wikidata |

## Misc
| imatge | Nom                           | Ubicat a | instància de                          | Detalls | coordenades                                                                          | Protecció                     | Commons (més fotos)                            | Dades a WD                    |
| ------ | ----------------------------- | -------- | ------------------------------------- | ------- | ------------------------------------------------------------------------------------ | ----------------------------- | ---------------------------------------------- | ----------------------------- |
|        | Recinte fortificat de Forques | Forques  | muralla urbana                        |         | 42° 34′ 55″ N, 2° 46′ 42″ E / 42.581865°N,2.778402°E                                 |                               |                                                | Modifica les dades a Wikidata |
|        | carrer del Castell            | Forques  | carrer                                |         | 42° 34′ 55″ N, 2° 46′ 42″ E / 42.581805555555555°N,2.778388888888889°E               |                               | Rue du Château (Fourques, Pyrénées-Orientales) | Modifica les dades a Wikidata |
|        | casa de la vila de Forques    | Forques  | instal·lació Ús: seu del govern local |         | 42° 34′ 54″ N, 2° 46′ 44″ E / 42.581665095907°N,2.77885817724309°E fr:66300 Fourques |                               | Town hall of Fourques (Pyrénées-Orientales)    | Modifica les dades a Wikidata |
|        | cementiri de Forques          | Forques  | cementiri                             |         | 42° 34′ 47″ N, 2° 46′ 35″ E / 42.5797°N,2.7764°E                                     |                               |                                                | Modifica les dades a Wikidata |
|        | làpida de Guillem Gerard      | Forques  | làpida funerària                      |         | Sant Martí de Forques                                                                | monument històric catalogat   |                                                | Modifica les dades a Wikidata |
|        | porta fortificada de Forques  | Forques  | porta de ciutat                       |         | 42° 34′ 54″ N, 2° 46′ 42″ E / 42.5817°N,2.7783°E fr:place de la Mairie               | monument històric inventariat | Porte fortifiée de Fourques                    | Modifica les dades a Wikidata |